# Sac lacrymal
 (décembre 2019).
Si vous disposez d'ouvrages ou d'articles de référence ou si vous connaissez des sites web de qualité traitant du thème abordé ici, merci de compléter l'article en donnant les références utiles à sa vérifiabilité et en les liant à la section « Notes et références ».
Le sac lacrymal est la partie terminale supérieure dilatée du conduit lacrymonasal, qui reçoit les larmes du canal d’union des canalicules lacrymaux. Il fait partie de l'appareil lacrymal.

## Anatomie

a : Glande lacrymale
b : Point supérieur lacrymal
c : Canal lacrymal supérieur
d : Sac lacrymal
e : Point lacrymal inférieur
f : Canal lacrymal inférieur
g : Canal nasolacrymal

Le sac lacrymal est de forme ovale et mesure chez l'homme 12 à 15 mm de hauteur, 2 à 3 mm de diamètre et 4 à 6 mm de profondeur. Il est situé dans la partie la plus haute du canal nasolacrymal, un canal osseux, creusé dans l'os maxillaire entre le sinus maxillaire en dehors et les fosses nasales en dedans. Il s'ouvre au canal lacrymal commun sur sa paroi externe, tandis qu'il est fermé en haut en forme de dôme.
Le sac est tapissé d'épithélium cylindrique contenant des cellules mucipares calliciformes et de tissu conjonctif.

## Fonction
Le sac lacrymal agit comme un réservoir de larmes, si nécessaire le sac les pousse vers l'extérieur à l'aide du muscle orbiculaire lors du clignement des paupières. Le sac lacrymal draine également les débris et les microbes de l'œil.